# 천안 FC
천안 FC(Cheonan Football Club)는 대한민국 충청남도 천안시에 있었던 축구 선수단이다. 사회적 협동조합인 천안에프씨가 운영했던 남자 아마추어 축구단이며, 2005년 10월에 창단되었고 2016년 1월에 해단되었다.
구단은 대한민국 축구 리그 시스템에서 4부에 해당하는 K3리그의 원년 멤버로서 2007 시즌부터 2015 시즌까지 K3리그에 참가하였다. 구단의 홈구장은 천안축구센터였다. 2013년 6월 21일, 구단은 대한민국의 축구 리그에 참가하는 전 구단들 중 최초로 협동조합 형태의 축구단으로서 설립을 인가를 받았다. 2016년 1월 30일, 구단은 정기대의원 의원 총회에서 구단의 매각을 의결하였다. 구체적으로는 △협동조합의 공식 명칭을 "청주 FC 사회적 협동조합"으로 변경하고, △사업장을 천안에서 청주로 이전하고, △협동조합의 새 이사장으로 SMC 엔지니어링의 김현주 대표를 선출할 것을 의결하였다. 협동조합 형태의 축구단으로서 조합원들의 결정으로 그 구성원과 사업장이 완전히 바뀌고, 후신 구단인 청주 시티 FC가 전신 구단인 천안 FC의 기록을 승계하지 않음으로써 천안 FC는 공식적으로 해체되었다.

## 역사

#### 창단
2005년 10월 3일, 충청남도 천안시를 연고지로 하는 천안 FC가 창단되었다. 당시 구단의 홈구장은 천안축구센터였다. 구단의 창단에는 2002년 김상문 유소년 축구 교실, 2003년 서병창 축구 교실 등의 유소년 축구 팀과 지역의 조기축구 팀들이 기반이 되었다.

#### K3리그의 원년 구단
2007년 2월 10일, 구단은 새롭게 출범하는 아마추어 리그인 K3리그 참가를 위해 대한축구협회에 참가 신청서를 제출하였다. 이에 따라 구단은 K3리그에 원년 멤버로서 참가하게 되었다. 2007년 K3리그는 전･후기리그 및 챔피언십 제도로 시행되었다. 구단은 당해 시즌 후기리그에서 무패를 기록하며 1위를 차지, 챔피언십 진출에 성공했다. 비록 플레이오프에서 탈락했지만 통합 4위의 성적을 거뒀다. 이후 구단은 K3리그 및 대한민국 FA컵에 꾸준히 참가하였다.

#### 대한민국 최초의 협동조합 구단
구단은 대한민국의 축구 리그에 참가하는 전 구단들 중 최초로 협동조합 형태의 축구단이 되었다. 2012년 12월 27일, "천안 FC 사회적 협동조합 발기인 대회"가 개최되었고, 2013년 1월 25일에 창립총회가 열렸다. 2013년 6월 21일, 대한민국 스포츠 클럽으로는 처음으로 문화체육관광부로부터 사회적 협동조합 설립인가를 받았다. 설립 당시 조합원은 선수･생산자･조합원 32명을 비롯해 조합의 근본이념과 취지에 동의하는 소비자 조합원 63명, 천안 FC 직원 조합원 4명, 자원봉사 조합원 4명, 후원자 조합원 15명 등 총 118명으로 구성됐다.

#### 위기
이러한 노력의 이면에는 구단 운영의 어려움이 있었다. 2008년, 구단보다 뒤늦게 천안시청 축구단이 창단되었다. 천안시청 축구단은 대한민국 축구 리그 시스템에서 K3리그보다 상위 리그에 해당하는 내셔널리그에 참가하였다. 지역구단으로 거듭난다는 설립 목적이 겹치는 점을 차치하더라도, 상위 리그에 참가하는 동일 연고의 타구단은 존재 자체로 구단이 연고지를 대표하는 데 어려움을 부과했다. 두 구단은 전국체전에 출전할 광역연고 대표 선발전에서 매번 경쟁하는 것을 물론, 2011년부터는 천안시청 축구단이 홈구장을 천안종합운동장에서 천안축구센터로 이전하여 홈구장을 공유해야 했다. 이러한 난점들이 중첩되면서 구단의 적자가 누적되었고, 구단은 재정난에 직면하게 되었다.

#### 해단
결국, 2016년 1월 30일 개최된 "천안 FC 정기대의원 의원 총회"에서는 구단을 SMC 엔지니어링에 사실상 매각하기로 의결하였다. 구체적으로는 협동조합의 공식 명칭을 "청주 FC 사회적 협동조합"으로 변경하고, 사업장을 천안에서 청주로 이전하고, 협동조합의 새 이사장으로 SMC 엔지니어링의 김현주 대표를 선출할 것을 의결하였다. 2016년 3월 11일, "청주 FC 사회적 협동조합"은 청주 시티 FC를 창단하였다.

## 우승 기록

### 국내 대회

#### 리그
- K3리그 어드밴스

● 4위 (1): 2007

## 기록과 통계
| 시즌 | 리그   | 리그     | 리그 | 리그       | 리그       | 리그       | 리그       | 리그 | 리그 | 리그 | 리그 |
| 시즌 | 디비전 | 대회     | 순위 | 경기       | 승         | 무         | 패         | 득   | 실   | 차   | 승점 |
| ---- | ------ | -------- | ---- | ---------- | ---------- | ---------- | ---------- | ---- | ---- | ---- | ---- |
| 2007 | 3부    | 전기리그 | 6    | 18         | 8          | 7          | 3          | 30   | 14   | +16  | 31   |
| 2007 | 3부    | 후기리그 | 1    | 18         | 8          | 7          | 3          | 30   | 14   | +16  | 31   |
| 2007 | 3부    | 챔피언십 | 4    | 플레이오프 | 플레이오프 | 플레이오프 | 플레이오프 | 1    | 1    | 0    | 패   |
| 2008 | 3부    | 전기리그 | 7    | 29         | 13         | 7          | 9          | 58   | 54   | +4   | 46   |
| 2008 | 3부    | 후기리그 | 8    | 29         | 13         | 7          | 9          | 58   | 54   | +4   | 46   |
| 2008 | 3부    | 챔피언십 | -    | -          | -          | -          | -          | -    | -    | -    | -    |
| 2009 | 3부    | 정규리그 | 6    | 32         | 17         | 6          | 9          | 63   | 38   | +25  | 57   |
| 2010 | 3부    | B조리그  | 7    | 25         | 9          | 2          | 14         | 45   | 60   | -15  | 29   |
| 2010 | 3부    | 챔피언십 | -    | -          | -          | -          | -          | -    | -    | -    | -    |
| 2011 | 3부    | B조리그  | 6    | 22         | 6          | 2          | 14         | 37   | 55   | -18  | 20   |
| 2011 | 3부    | 챔피언십 | -    | -          | -          | -          | -          | -    | -    | -    | -    |
| 2012 | 3부    | B조리그  | 7    | 25         | 7          | 10         | 8          | 44   | 43   | +1   | 31   |
| 2012 | 3부    | 챔피언십 | -    | -          | -          | -          | -          | -    | -    | -    | -    |
| 2013 | 4부    | A조리그  | 7    | 25         | 9          | 4          | 12         | 45   | 59   | -14  | 31   |
| 2013 | 4부    | 챔피언십 | -    | -          | -          | -          | -          | -    | -    | -    | -    |
| 2014 | 4부    | B조리그  | 9    | 25         | 4          | 4          | 17         | 19   | 50   | -31  | 16   |
| 2014 | 4부    | 챔피언십 | -    | -          | -          | -          | -          | -    | -    | -    | -    |
| 2015 | 4부    | A조리그  | 5    | 25         | 9          | 5          | 11         | 61   | 43   | +18  | 32   |
| 2015 | 4부    | 챔피언십 | -    | -          | -          | -          | -          | -    | -    | -    | -    |

| 시즌 | FA컵 | FA컵 | FA컵    | FA컵    | FA컵    | FA컵    | FA컵 | FA컵 | FA컵 | FA컵 |
| 시즌 | 대회 | 순위 | 경기    | 승      | 무      | 패      | 득   | 실   | 차   | 승점 |
| ---- | ---- | ---- | ------- | ------- | ------- | ------- | ---- | ---- | ---- | ---- |
| 2007 | 예선 | -    | -       | -       | -       | -       | -    | -    | -    | -    |
| 2008 | 예선 | 2R   | 1라운드 | 1라운드 | 1라운드 | 1라운드 | 2    | 0    | +2   | 승   |
| 2008 | 예선 | 2R   | 2라운드 | 2라운드 | 2라운드 | 2라운드 | 0    | 0    | 0    | 패   |
| 2009 | 예선 | -    | -       | -       | -       | -       | -    | -    | -    | -    |
| 2010 | 예선 | 1R   | 1라운드 | 1라운드 | 1라운드 | 1라운드 | 0    | 0    | 0    | 패   |
| 2011 | 예선 | -    | -       | -       | -       | -       | -    | -    | -    | -    |
| 2012 | 예선 | -    | -       | -       | -       | -       | -    | -    | -    | -    |
| 2013 | 예선 | 1R   | 1라운드 | 1라운드 | 1라운드 | 1라운드 | 1    | 2    | -1   | 패   |
| 2014 | 예선 | 1R   | 1라운드 | 1라운드 | 1라운드 | 1라운드 | 1    | 2    | -1   | 패   |
| 2015 | 예선 | 1R   | 1라운드 | 1라운드 | 1라운드 | 1라운드 | 1    | 2    | -1   | 패   |

## 참고 문헌
- 〈천안 FC〉. 《디지털천안문화대전》. 한국학중앙연구원.